# 资阳县
资阳县，中国古旧县名。
北周武成二年（560年）置，治所在今四川省资阳市雁江区。为资州治。隋朝时，为资阳郡治。唐朝时，复为资州治。南宋淳祐初年废。明朝洪武六年（1373年）复置；十年省入简州，成化元年（1465年）复置。清朝初年，属成都府，雍正五年（1727年）改属资州直隶州。1993年撤销，改设资阳市。